# KFormula
KFormula jest edytorem formuł dla KOffice.
KFormula może być użyta do tworzenia i edytowania formuł matematycznych zawartych w innych dokumentach KOffice. Program pozwala na łatwe wprowadzanie elementów i zapewnia funkcjonalność na poziomie całego pakietu KOffice.
Do możliwości KFormula należą:
- łatwe wstawianie greckich liter;
- inteligentny ruch kursora;
- zaawansowane podświetlanie składni;
- wielopoziomowe „Cofnij”;
- eksport do LaTeX (kopiuj i wklej do edytora tekstowego);
- import z MathML